# تيكان
تيكان، (بالإنجليزية: Tecan)، هي شركة محدودة، وهي المزود العالمي للأجهزة المختبرية والحلول، في مستحضرات دوائية حيوية، والطب الشرعي، والتشخيص السريري للشركات الدوائية والتكنولوجيا الحيوية، وإدارات الجامعات البحوث والمختبرات التشخيصية.